# Eau potable

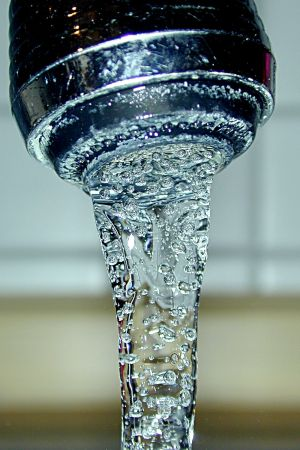
L'eau distribuée au robinet en France doit répondre aux normes de qualité des eaux destinées à la consommation humaine, édictées au niveau européen.

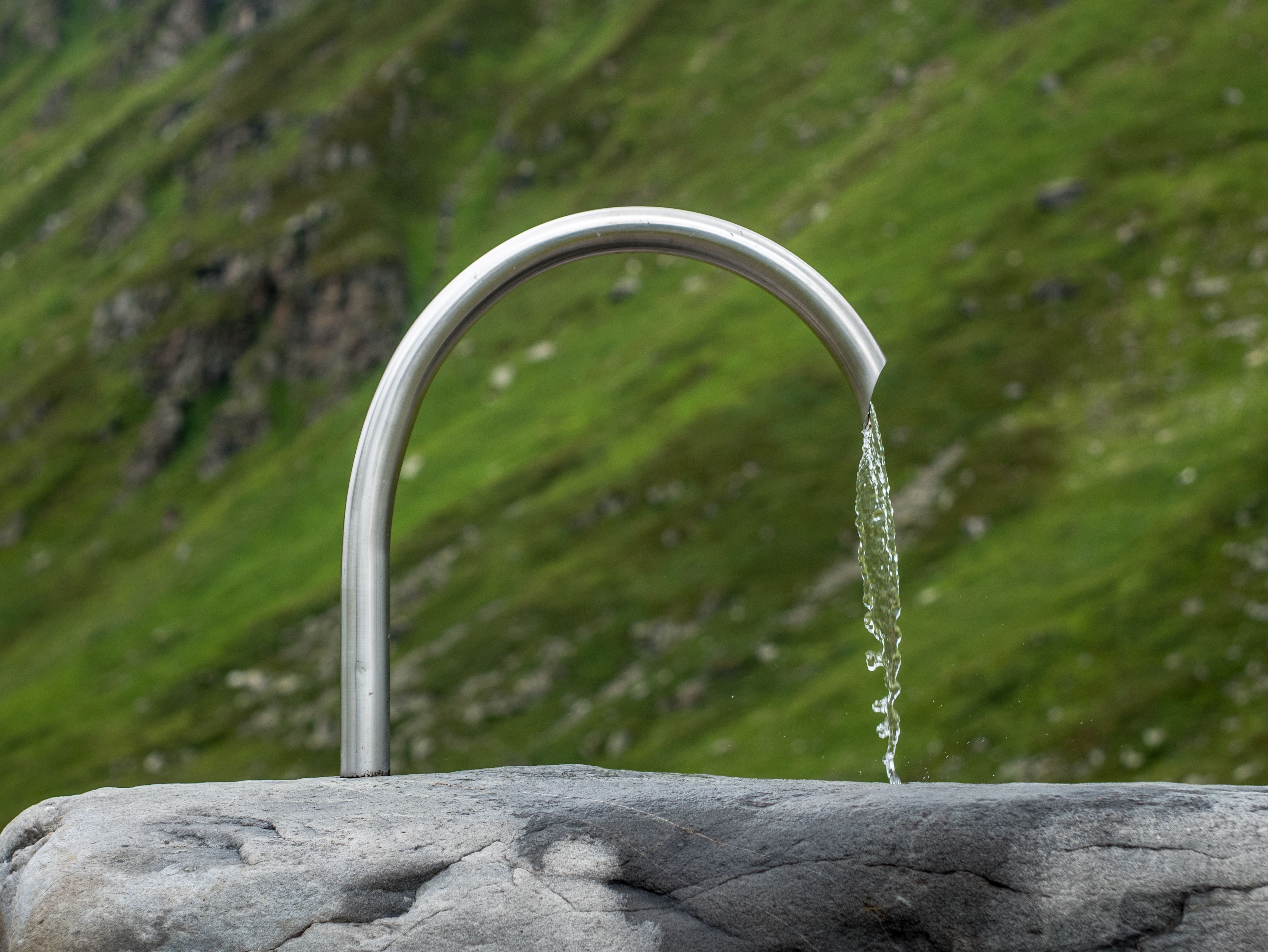
Fontaine d'eau potable, dans le Vorarlberg au Tyrol.

Une eau est dite potable (du latin potabilis, qui signifie « qui peut être bu ») lorsqu'elle présente certaines caractéristiques — concentration en chlorures, pH, température… — la rendant propre à la consommation humaine.

## Normes
Les standards de référence dans ce domaine diffèrent selon les époques, les pays et, dans certains pays, selon l'autorité responsable de la définition. Le concept de « potabilité » varie à travers le monde, fruit d'un contexte historique, scientifique et culturel local. Il détermine la question de l'accès à l'eau, puisqu'une eau de bonne qualité est essentielle au développement économique et humain.
Par exemple, les paramètres fréquemment réglementés sont :
- la qualité organoleptique (couleur, turbidité, odeur, saveur) ;
- certains paramètres physico-chimiques naturels (température, pH, chlorures : 250 mg/l, sulfates : 250 mg/l, etc.) ;
- la présence de substances dites indésirables (nitrates : 50 mg/l, nitrites, pesticides, etc.) ;
- la présence de substances toxiques (arsenic, cadmium, plomb, hydrocarbures, etc.) ;
- certains paramètres microbiologiques ; l'eau ne doit pas contenir d'organismes pathogènes, notamment de coliformes fécaux[3]).

En France, selon la directive européenne no 98/83/CE, le nombre de paramètres qualitatifs est ainsi passé entre 1989 et 2003 de 63 à 48 : 2 paramètres microbiologiques, 26 paramètres chimiques, 18 paramètres indicateurs et 2 paramètres de radioactivité.
Les seuils de tolérance augmentent également : cinq fois plus de pesticides autorisés depuis 2011, vingt fois plus de nitrates depuis 1920. La teneur maximale en minéraux est passée de 500 à 1 500 mg/L en 1961 puis à aucune limite depuis la directive européenne.
La conformité à ces paramètres peut s'obtenir par un traitement spécifique de l’eau ; parfois, un simple stockage en milieu hermétique (citerne souple) permet la stabilisation biologique.

## Non potabilité de l'eau

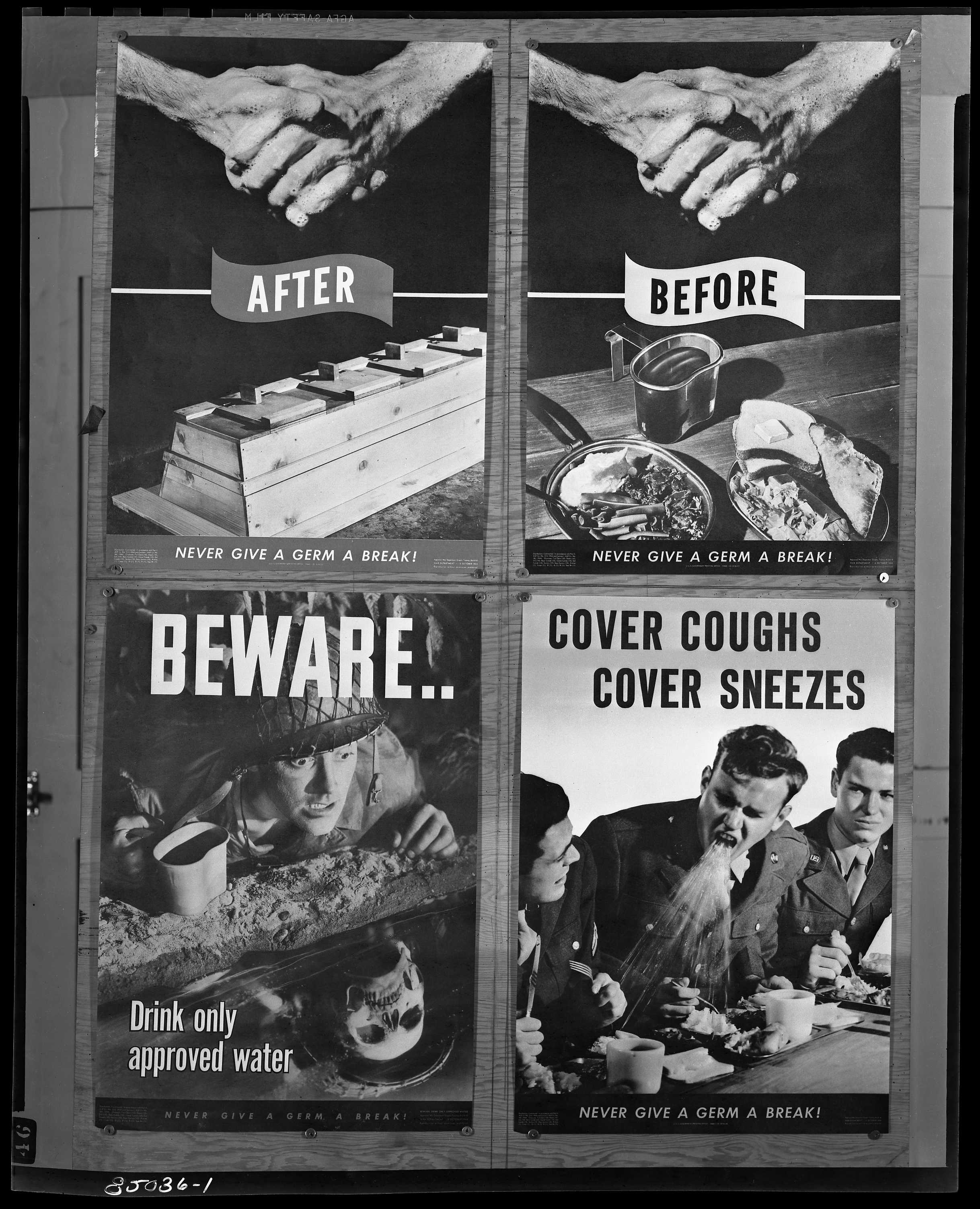
Affiches pédagogiques destinées aux soldats américains, dans le cadre d'une campagne sur l'hygiène.
Les deux premières traitent de l'importance du lavage des mains après avoir utilisé les toilettes et avant de manger.
La troisième image invite les soldats à ne jamais boire d'eau non déclarée potable.
La quatrième invite à ne pas éternuer ou postillonner vers les autres ou leurs aliments.
Ces images ont été utilisées autour de la Seconde Guerre mondiale. Un thème fréquent était aussi : « Ne donnez jamais un instant de répit aux germes ».

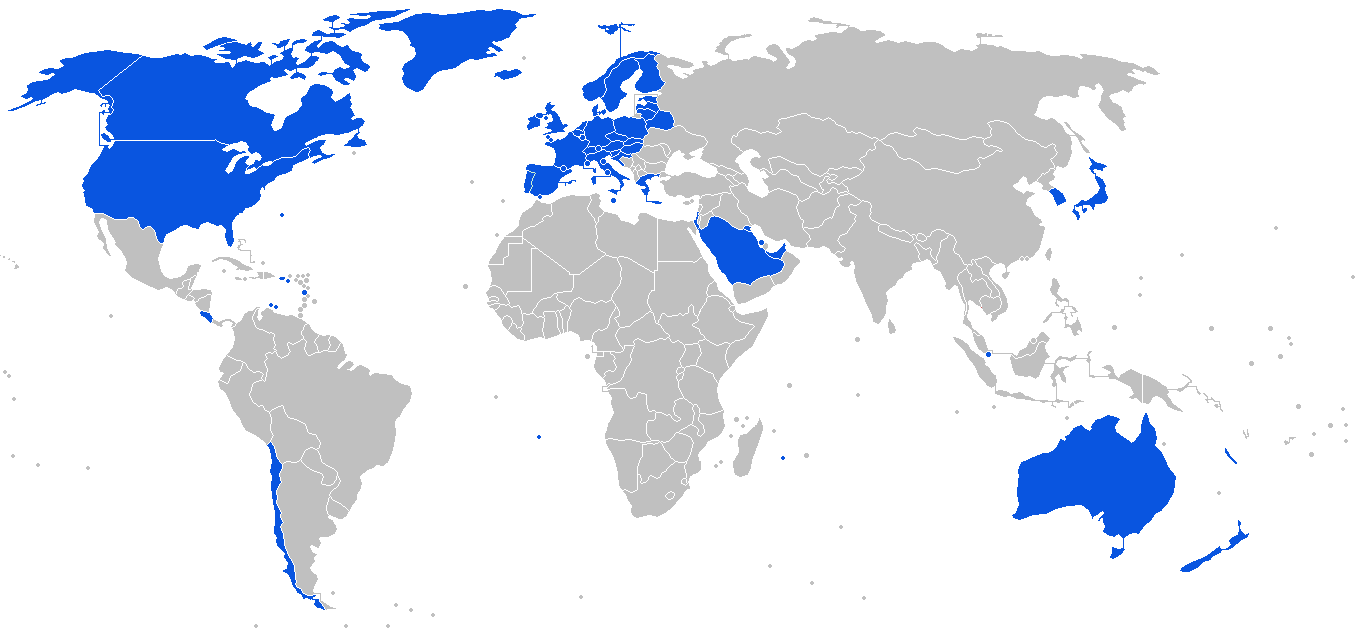
Carte du monde représentant les pays où l'eau du robinet est potable

L'eau est vecteur de nombreux parasites, bactéries ou virus. Il faut prendre des précautions avant de consommer de l'eau dans la nature.
Une eau en apparence limpide et pure peut cacher des micro-organismes ou des polluants, la prudence reste de mise.
Voici quelques-unes des contaminations possibles et leurs conséquences :
- les bactéries, elles peuvent provoquer diverses maladies comme le choléra, la fièvre typhoïde ou encore la dysenterie ;
- les virus (hépatite infectieuse…) ;
- les kystes (Giardia…) ;
- les parasites qui sont à l'origine de fièvres, diarrhée et entraînant des complications si l'infection n'est pas traitée rapidement ;
- les vers parasites causant la bilharziose avec pour symptômes douleurs abdominales, éruptions cutanées, anémie, fatigue chronique. Ce sont les larves (nageant à la surface des eaux infestées) qui sont à l'origine de l'infection, elles peuvent aussi s'introduire par voie cutanée lors de baignades ;
- les pollutions chimiques (métaux lourds, insecticides, polychloro-biphényle, hydrocarbures) ont des effets divers, intoxications, neurotoxicité, cancérogénicité (en cas de consommation prolongée d'une eau polluée) ;
- les algues ou autres particules en suspension peuvent provoquer une intoxication ;
- des contaminants chimiques déjà dissous dans l'eau en amont, ou s'y dissolvant dans les cuves, réservoirs, château d'eau ou le réseau de distribution à partir de revêtements bitumeux, de joints de caoutchouc, de silicone (de joints ou utilisé en étanchéification), de tuyaux métalliques (cuivre, plomb, laiton…) ou parfois de PVC ou d'autres matériaux plastiques[6].

## Eau dure
Ce terme qualifie une eau contenant beaucoup de sels dissous, comme des sels de calcium et de magnésium ; le langage courant emploie l'expression d'eau calcaire ou d'eau dure. Au contraire, une eau contenant peu de sels est appelée une eau douce. Les eaux de sources contenant des quantités différentes de ces sels, peuvent donc présenter différents niveaux de dureté. En France, les eaux du Massif central, des Vosges et du Massif armoricain sont douces (moins de 200 milligrammes de calcaire dissous par litre d'eau). Dans le Bassin parisien la mesure peut aller jusqu'à 900 milligrammes de calcaire dissous par litre d'eau.
La consommation d'eau dure est sans danger et n'a aucune incidence néfaste sur la santé. Des désagréments liés à l'utilisation peuvent apparaître, que ce soit pour des eaux trop dures (inefficacité des détergents, stérilisation des sols) ou trop douces (corrosion).
Il est possible d'adoucir l'eau avec un appareil de confort appelé adoucisseur d'eau.

## Origine des eaux potables

### Eaux de source, eaux minérales
Les eaux dites « de source » sont des eaux naturellement propres à la consommation humaine ; on parle alors d'eau potable. En Europe, les seuls traitements qu'il est permis de leur appliquer sont l'aération, la décantation et la filtration. Aux États-Unis, les traitements sont acceptés. Les eaux naturellement gazeuses, qui contiennent du dioxyde de carbone dissous, peuvent également être regazéifiées avant d’être embouteillées.
Les eaux minérales naturelles, elles, possèdent des propriétés particulières : elles ont des teneurs en minéraux et en oligo-éléments qui peuvent leur donner des vertus thérapeutiques. Les eaux minérales peuvent être plates ou gazeuses. Comme les eaux de source, elles ne peuvent être traitées. Une eau ne peut être qualifiée en France de minérale que si elle a été reconnue comme bénéfique pour la santé par l'Académie de médecine et le Ministère de la Santé. En ce sens, c'est un alicament. Elle est d'origine profonde et de composition physico-chimique constante dans le temps, et satisfait à des exigences microbiologiques plus strictes que les autres eaux destinées à la consommation humaine (à l'émergence).
Certaines eaux très fortement minéralisées dépassent les critères législatifs de minéralisation tolérées pour les eaux brutes. Par extension, et certains composants tels que le fluor et les sulfates n'étant bénéfiques pour la santé qu'à faibles doses, il arrive qu'elles soient qualifiées de « non-potable ».

### Eaux brutes
[réf. nécessaire]
La qualité des eaux brutes (ressource en eau avant tout traitement de potabilisation) va dépendre de :
- l'autorisation de prélever cette eau pour la rendre potable ;
- la filière de potabilisation appropriée.

En application du droit communautaire, les eaux superficielles destinées à la production alimentaire doivent répondre à des exigences de qualité très précises et fixés par des organismes spécialisés.
Le système de classification actuel s'articule autour de deux éléments :
- les paramètres de qualité auxquels doivent en tout état de cause répondre les eaux brutes ;
- le procédé-type de traitement utilisé pour la potabilisation. Les eaux brutes sont classées en trois catégories, selon l'intensité du procédé :
- # A1 : qualité bonne, traitement physique simple et désinfection (dans une « chambre de contact »)
- # A2 : qualité moyenne, traitement normal physique, chimique et désinfection
- # A3 : qualité médiocre, traitement physique, chimique poussé, affinage et désinfection.

## Contrôle de l'eau du robinet en France
Le contrôle de la qualité et potabilité de l'eau doit se faire de l'amont (nappe, eau de surface) jusqu'à l'aval (au robinet), car elle peut aussi se dégrader durant son stockage et son passage dans les réseaux de distribution,. Les contaminations peuvent provenir du réseau lui-même (corrosion de métaux, dont métaux lourds qui se dissolvent dans les eaux acides ou adoucies), fuites (perméation) ou retour d'eau, résidus de désinfectants, d'une contamination par des microorganismes indésirables, avec de possibles phénomènes de reviviscence, du biofilm qui s'installe sur les tuyaux ou parois de réservoirs, pesticides, etc. Le risque augmente avec les « volumes morts » et « courts-circuits » du réseau.
Il existe en France un portail Internet du système d'information sur l'eau et un portail ADES pour les eaux souterraines. Le public y a accès à certaines conditions.

### Qualité des eaux distribuées en Europe
Au fur et à mesure des progrès analytiques et sanitaires, les normes de qualité des eaux distribuées visent des paramètres de plus en plus nombreux, avec des exigences de précision de plus en plus grandes dans les mesures. En Europe, la première directive définissant un cadre normatif date de 1980 et a donné lieu au décret 89-3 modifié en avril 1995. Elle est remplacée en 1998 par la Directive no 98/83/CE du 3 novembre 1998 relative à la qualité des eaux destinées à la consommation humaine qui est elle-même modifiée par la directive du 6 octobre 2015.
Sont soumises aux contraintes des eaux destinées à la consommation humaine (« l'eau du robinet ») :
- toutes les eaux destinées à la boisson, à la cuisson, à la préparation d'aliments ou à d'autres usages domestiques ;
- toutes les eaux utilisées dans les entreprises alimentaires pour la fabrication, la transformation, la conservation ou la commercialisation de produits ou de substances, destinées à la consommation humaine, y compris la glace alimentaire d'origine hydrique.

Toutes ces eaux doivent remplir trois conditions, dont les détails sont consultables sur le site Ineris :
- elles ne doivent pas contenir un nombre ou une concentration de micro-organismes, de parasites ou de toutes autres substances constituant un danger pour la santé des personnes ;
- elles doivent être conformes aux limites de qualité (valeurs obligatoires). Après le 25 décembre 2003, la valeur limite de 50 μg/l de plomb dans les eaux de distribution est passée à 25 μg/l puis abaissée à 10 μg/l en décembre 2013.
- elles doivent satisfaire à des références de qualité (valeurs indicatives d'une bonne qualité mais dont le non-respect ponctuel n'engendre pas de risque pour la santé).

| Substance                                | Valeur limite |  | Substance                  | Valeur limite |
| ---------------------------------------- | ------------- |  | -------------------------- | ------------- |
| Acrylamide                               | 0,10 μg/l     |  | Antimoine                  | 10 μg/l       |
| Arsenic                                  | 10 μg/l       |  | Benzène                    | 1,0 μg/l      |
| Benzo(a)pyrène                           | 0,010 μg/l    |  | Bisphénol A                | 2,5 μg/l      |
| Bore                                     | 1,5 mg/l      |  | Bromates                   | 10 μg/l       |
| Cadmium                                  | 5,0 μg/l      |  | Chlorates                  | 0,25 mg/l     |
| Chlorites                                | 0,25 mg/l     |  | Chrome                     | 25 μg/l       |
| Cuivre                                   | 2,0 mg/l      |  | Cyanure                    | 50 μg/l       |
| 1,2-dichloroéthane                       | 3,0 μg/l      |  | Épichlorhydrine            | 0,10 μg/l     |
| Fluorures                                | 1,5 mg/l      |  | Acides haloacétiques (AHA) | 60 μg/l       |
| Plomb                                    | 5 μg/l        |  | Mercure                    | 1,0 μg/l      |
| Microcystine-LR                          | 1,0 μg/l      |  | Nickel                     | 20 μg/l       |
| Nitrates                                 | 50 mg/l       |  | Nitrites                   | 0,50 mg/l     |
| Pesticides                               | 0,10 μg/l     |  | Total des pesticides       | 0,50 μg/l     |
| Total des PFAS                           | 0,50 μg/l     |  | Somme PFAS                 | 0,10 μg/l     |
| Hydrocarbures aromatiques polycycliques  | 0,10 μg/l     |  | Sélénium                   | 20 μg/l       |
| Tétrachloroéthylène et trichloroéthylène | 10 μg/l       |  | Total des trihalométhanes  | 100 μg/l      |
| Uranium                                  | 30 μg/l       |  | Chlorure de vinyle         | 0,50 μg/l     |

 En outre l'eau doit être totalement exempte d’entérocoques intestinaux et d'Escherichia coli. Et pour les installations privées de distribution (par exemple, canalisations, réservoirs) deux paramètres particuliers sont : Legionella < 1 000 UFC*/l ; Plomb < 10 μg/l. Enfin, concernant la présence d’agents agressifs ou corrosifs : « si leur quantité est supérieure aux limites fixées par la présente directive, les pays de l’UE doivent évaluer si cette non-conformité présente un risque pour la santé humaine et doivent prendre des mesures correctives ».

### Contrôle sanitaire de l’eau
Le contrôle sanitaire est réglementé par l'arrêté du 21 janvier 2010 modifiant l'arrêté du 11 janvier 2007 « relatif au programme de prélèvements et d'analyses du contrôle sanitaire pour les eaux fournies par un réseau de distribution ». Cet arrêté, pris par le gouvernement Fillon, a été critiqué par des ONG qui soulignaient que les restrictions de distribution eu égard à la présence de contaminants avaient été baissées par rapport aux seuils fixés par l'arrêté précédent de 2007.
La qualité de l'eau potable est soumise à deux types de contrôles, que son distributeur soit public ou privé :

#### Contrôle officiel
Contrôle ponctuel, qui relève de la compétence des pouvoirs publics (agence régionale de santé). Il s'agit là du contrôle réglementaire fondamental ; en France il porte sur l'ensemble du système de distribution : points de captage, stations de traitement, réservoirs et réseaux de distribution ainsi que les centres aquatique (piscines, parc aquatiques, jacuzzis, etc.), les campings et les restaurants. Les échantillons d'eau prélevés aux différents points de contrôle sont analysés par des laboratoires agréés par le ministère chargé de la Santé. La nature et la fréquence de ces analyses sont fixées par le ministère de la Santé. Elles dépendent notamment de la taille de la collectivité desservie : plus celle-ci est grande, plus les contrôles sont fréquents. Suivant le nombre de châteaux d'eau ou stations d'approvisionnement d'eau potable. Cela influence sur la nature et la fréquence des analyses.

#### Une autosurveillance
Autosurveillance permanente par les exploitants de leurs services de distribution (régies municipales ou sociétés déléguées). Bien que peu de municipalités le pratiquent en dehors des prélèvements obligatoires, qui incombent financièrement aux communes.
L'arrêté d'autorisation délivré par le ministère de la santé détermine les points où les prélèvements aux fins d’analyse doivent être pratiqués à différents stades du processus de traitement et de distribution :
- au stade de la ressource (dans le cours d'eau ou la nappe souterraine) ;
- à celui de la production, c'est-à-dire après traitement et avant l'envoi de l'eau dans le réseau de distribution ;
- dans le réseau de distribution directement chez les particuliers. Il s'agit là d'une innovation importante du décret 2001-1220 : pour les eaux fournies par un réseau de distribution, les limites et références de qualité doivent être respectées au point où les eaux sortent des robinets. Avec certaines restrictions pour pouvoir prélever chez un particulier telle que le fait que le réseau n'est pas raccordé à un adoucisseur d'eau (altération chimique), que les particuliers ne se soient pas absentés durant les quinze derniers jours (pour l'eau stagnante dans le réseau qui peut être positif au niveau bactériologique), que l'alimentation soit bien celle de la commune et non un puits personnel (altération chimique et bactériologique).

### Interactions entre l'eau et le réseau de distribution
Les eaux dures peuvent endommager le réseau de distribution (entartrement) et favoriser la présence de certains biofilms bactériens.
Les eaux pure et acides (plus encore quand elles sont chaudes) peuvent également endommager le réseau, mais cette fois en le corrodant et en se polluant du plomb, du cuivre ou d'autres métaux ou particules qu'elles peuvent extraire des parois des tuyaux ou cuves de béton ou de certains plastiques, par corrosion des surfaces et dissolution de certains matériaux. La réfection des réseaux a un coût significatif ; par exemple, en France, le remplacement de canalisations pour notamment respecter la directive européenne « plomb » visant à protéger la santé des consommateurs contre le risque de saturnisme est l'une des explications à l'augmentation de 25 % des dépenses de 2000 à 2010 (alors que la consommation baissait). Ces changements de tuyaux peuvent néanmoins aussi contribuer à réduire les fuites, comme l'impose la loi Grenelle 2 (qui demande de passer de 25 % d'eau perdue dans les fuites du réseau (moyenne) à moins de 15 %,.
La qualité du réseau influe aussi celle de l'eau selon son intégrité : quand un réseau fuit, en cas de dépression, c'est l'eau de la nappe superficielle, éventuellement polluée ou chargée de microbes indésirables qui peut pénétrer dans le réseau.

### En cas de pollution
Quand l’eau ne respecte plus les exigences de qualité, le distributeur (public ou privé) a une obligation d'alerte dès qu'il le constate. Il doit :
- informer immédiatement le maire et le préfet ;
- effectuer une enquête afin de déterminer la cause de la non-conformité ;
- communiquer immédiatement au maire et au préfet les constatations et les conclusions de l'enquête.

En cas de dépassement des limites de qualité, il doit également prendre des mesures correctives pour rétablir la qualité de l'eau, « que le non-respect soit ou non imputable à l'installation privée de distribution ».
Si les normes de consommation sont au-dessus des limites de qualité et ceci de manière significative, alors, une interdiction de consommation de l'eau est émise sur proposition de l'Agence Régionale de Santé en collaboration avec les municipalités ou les sociétés responsable du réseau. Et ceci, jusqu'au rétablissement des paramètres dans les limites des normes de consommation.

## Procédés de traitement

### Procédés physiques et physico-chimiques
- Le dégrillage (corps flottants et les gros déchets)
- Le tamisage
- L'oxydation
- La décantation
- La filtration
- La flottation
- La coagulation-floculation

### Procédés chimiques
L'oxydation, par le chlore ou l'ozone, agit sur certains métaux (fer, manganèse) et sur les matières organiques. Elle détruit ou inactive les germes vivants, les virus et les bactéries, mais « elle peut saturer la capacité de filtration et d'élimination du CODB par le charbon actif, en formant justement trop de fraction biodégradable dissoute. C'est ainsi que la post-ozonation a été supprimée dans certaines stations pour éviter la génération de COA » (Carbone organique assimilable qui ne devrait pas dépasser la valeur guide de 10 μg/L). Les procédés de substitution d'ions par échange d'ions sur des résines spécifiques sont utilisés pour la dénitratation et l'adoucissement de l'eau.

### Procédés biologiques
Des cultures bactériennes appropriées mises en contact avec l'eau à traiter éliminent certains éléments indésirables.

### Procédés membranaires
- la microfiltration
- L'ultrafiltration
- La nanofiltration
- L'osmose inverse ou hyperfiltration

### Boues
Les divers traitements produisent des boues. Ces boues sont à différencier de celles dites d'épuration (boues d'eau usées, issues des processus d'assainissement).
Dans la plupart des cas, elles sont déshydratées, puis mises en décharge, épandues ou envoyées vers la station d’épuration.

### Énergie solaire
Des ingénieurs de l'École polytechnique de Turin ont tenté de dessaler l'eau de mer en utilisant un matériau poreux, évitant d'utiliser un pompage coûteux en énergie. Le matériau est ensuite soumis à l'action de l'énergie solaire.

## Prix de l’eau
Selon une étude de NUS Consulting (en janvier 2003), le prix moyen global par mètre cube d’eau relevé en Europe s'établit à 3,02 € par mètre cube. Outre la France, l'étude portait sur les pays suivants : Allemagne, Belgique, Danemark, Espagne, Finlande, Italie, Pays-Bas, Royaume-Uni et Suède. Selon une étude de NUS Consulting (en juillet 2006) il serait de l'ordre de 1,5 US$ par mètre cube hors TVA. Au Québec, le coût est évalué à 1,59 $ selon la dernière étude du Reseau-Environnement.
La France est, avec 2,77 € par mètre cube (soit 0,002 7 € par litre), dans la fourchette basse parmi les dix, après la Suède, l'Espagne et l'Italie. Les prix moyens varient entre 0,79 € le m3 en Italie et 5,12 € le m3 au Danemark. Ce sont les pays du nord de l'Europe qui sont les plus chers à l'exception de la Suède.
Le prix de l'eau correspond à l'ensemble des opérations qui concernent : la production de l'eau potable, la distribution et, dans la plupart des cas, la dépollution des eaux usées.
En 2000, 42 % environ du prix de l’eau était lié à la distribution d’eau potable ;
31 % environ concerne la collecte et le traitement des eaux usées ;
27 % environ correspond à des redevances et à des taxes, dont la TVA.
Les redevances sont destinées à des organismes publics (comme les agences de l’eau) dont la mission est de protéger les ressources naturelles en eau et de financer des équipements pour l'alimentation en eau potable ou la protection du milieu naturel.

## Économies d'eau potable
Les principales façons de réduire réellement la consommation d'eau potable :
- le passage aux toilettes sèches, à litière biomaîtrisée permet de réduire la consommation d'eau d'un ménage de 25 à 40 % tout en préservant l'environnement ;
- la récupération d'eaux pluviales, dans une citerne en plastique ou en béton. Le béton permet de tamponner l'acidité naturelle de la pluie et de minéraliser l'eau pour qu'elle ne corrode pas les tuyaux, effet qui peut aussi être obtenu en disposant une pierre calcaire dans un réservoir de plastique dur ou souple). Une filtration adaptée est nécessaire pour certains usages domestiques (dont eau potable) ;
- dans les éviers et lavabos, des robinets « mousseurs », ou économes peuvent aussi diminuer les consommations. De même pour les pommeaux de douche, qui font sauver près de 38 000 litres par année ;
- les toilettes à faible débit ou les dispositifs comme les sacs tank bank permettent des économies de près de 10 mètres cubes par an.

NB : Le dimensionnement d'une installation de récupération d'eau de pluie doit être réalisé en fonction des besoins et du potentiel récupérable. Attention, c'est autant d'eau qui n'alimentera pas la nappe sous le lieu de récupération, si elle est - après usage - envoyée vers l'égout.
La récupération d'eau de pluie est en France réglementée par l'arrêté du 21 août 2008 qui définit les usages possibles de l'eau de pluie.
On peut également inciter les opérateurs à réparer les fuites d'eau sur les réseaux et mettre en place une tarification progressive de l'eau.

## Besoins humains

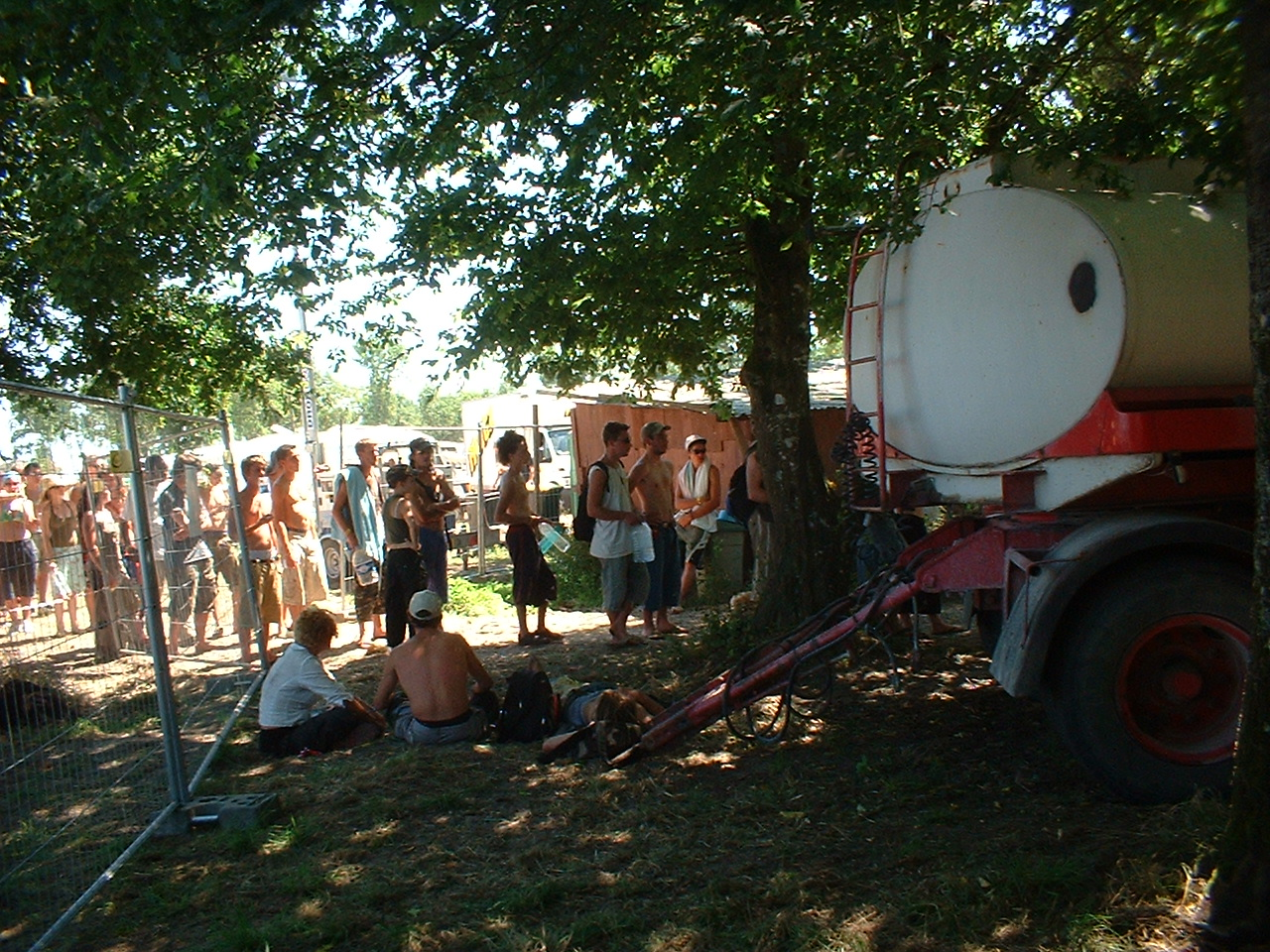
Distribution d'eau potable lors d'un festival.

L'Homme a un besoin moyen au niveau mondial de 20  à   50 litres d'eau par jour (alimentation, hygiène, élevage, agriculture,, etc.). Un enfant dans un pays développé consomme en moyenne 30 à 50 fois plus d'eau que dans un pays en voie de développement.
En 2012, plus de 780 millions de personnes restaient exclues d'un approvisionnement en eau potable (essentiellement en Asie et en Afrique) et, à la même date, 2,5 milliards de personnes manquaient encore de services d’assainissement améliorés. Dans son rapport 2019, sous-titré Ne laisser personne de côté, présenté le 22 mars 2019 lors de la Journée mondiale de l'eau, l'ONU soulève le fait que plus de 2 milliards d'humains n'ont pas accès à l'eau potable. Le forum mondial de l'eau, tenu à Brasilia en 2018, avait déjà noté que les changements climatiques et le rejet des eaux usées sans traitement devaient devenir une priorité mondiale.
En 2012, 3,6 millions de personnes, soit 7 par minute, mouraient chaque année du manque de salubrité de l'eau. Il s'agit ainsi de la toute première cause de mortalité non reliée à l'âge, d'après l'Organisation Mondiale de la Santé (OMS).
Ainsi, 3,6 milliards de dollars annuels (estimation de 2018) seraient nécessaires pour permettre l'accès universel à l'eau potable.

## En France

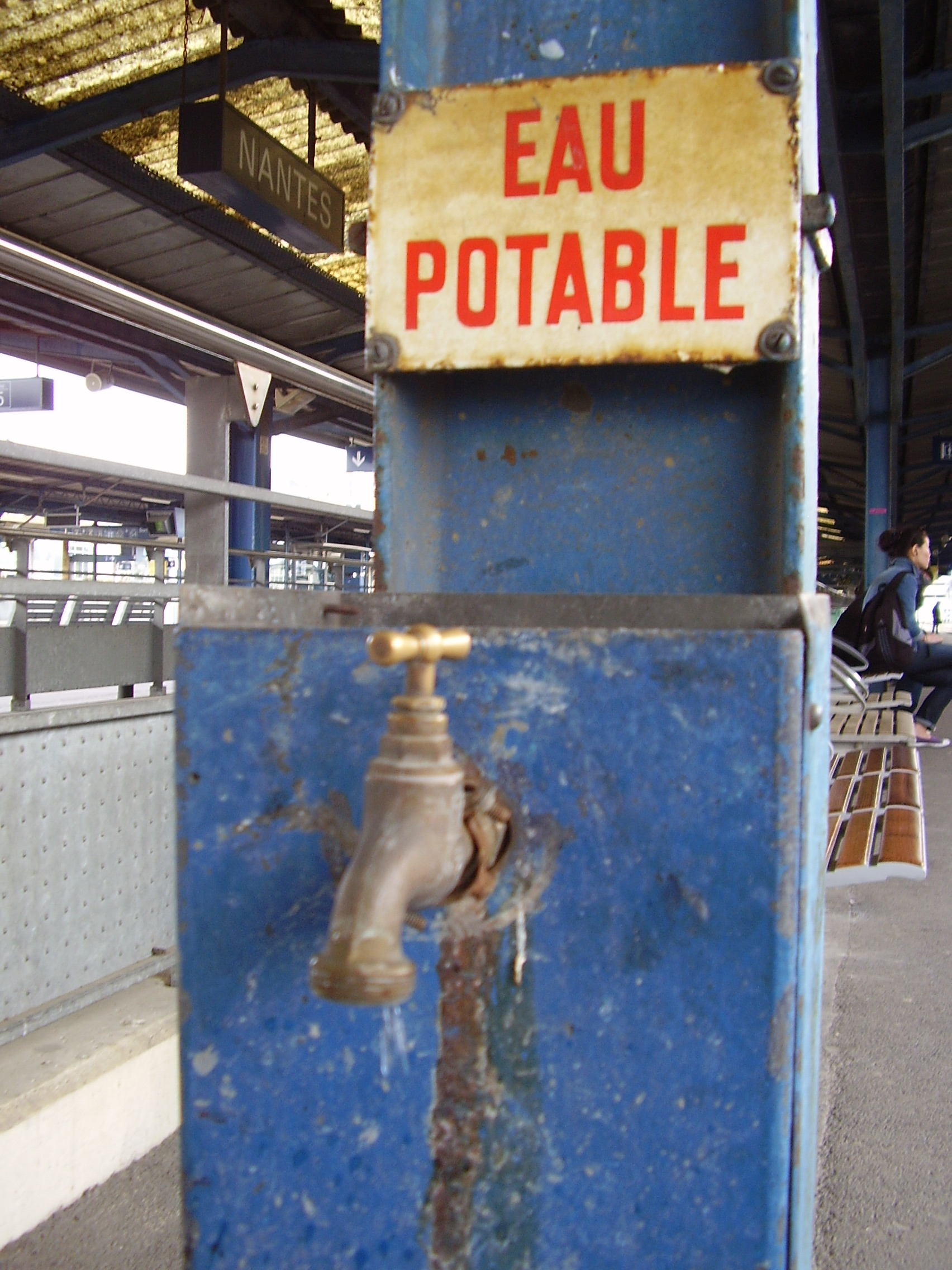
Eau potable, gare de Nantes.

Le terme « eaux destinées à la consommation humaine » (souvent retrouvé sous l'acronyme EDCH) correspond au terme consacré par le code de la santé publique pour désigner l'eau potable.
Le 12 mai 2009, le Conseil économique, social et environnemental (Cese) - à la suite de la Loi sur l'eau et les milieux aquatiques (LEMA) et du Grenelle de l'Environnement - a, en 2009, rendu un avis sur les politiques en matière d’eau potable, estimant que le prix de l’eau, sa transparence et celle des services publics restent des problèmes d'actualité, de même que les « pollutions diffuses, résidus médicamenteux, perturbateurs endocriniens, dérivés d'usages domestiques (…) jugés (…) très préoccupantes » pour la préservation de la qualité de l'eau. Le conseil insiste sur la « nécessité de généraliser la création de Commissions Consultatives des Services Publics Locaux (CCSPL) dans toutes les collectivités gestionnaires de services d'eau ». Il souhaite également que « les missions de la Commission nationale du débat public (CNDP) soient élargies à la gestion des usages comme de la ressource et que le débat public soit organisé à partir de cette instance, avec le concours et l'appui de l'Office national de l'eau et des milieux aquatiques (Onema) et du Comité national de l'eau. Pour obtenir une réversibilité effective des modes de gestion, le Conseil recommande que les assemblées délibérantes procèdent, au regard des indicateurs, à chaque renouvellement de mandat, à un examen des contrats de délégation de service public ou de fonctionnement des régies ». Le conseil aborde aussi l'utilisation domestique de l'eau pluviale (le conseil recommande « d'évaluer le rapport coût/efficacité du crédit d'impôt finançant les installations de récupération et de veiller à assurer la contribution des utilisateurs au financement du réseau collectif où ils rejettent l'eau après usage » mais recommande aussi la récupération et l'utilisation des eaux pluviales dans le cadre des grands projets publics). Les eaux usées devraient aussi être mieux valorisées et réutilisées là où l'eau est rare (outre-mer), mais dans le respect de normes à affiner, et en aidant les collectivités qui en ont besoin. Il faudrait aussi favoriser « l'extension du réseau des retenues collinaires en milieu rural, à condition de les inscrire dans le cadre de véritables projets de gestion concertée des territoires ». Le Conseil soutient aussi la mise en œuvre des propositions du rapport préparatoire du second plan national santé-environnement (PNSE2) dont le but est de soutenir l'assainissement non-collectif (SPANC) notamment en zone rurale et en outre-mer. Les SPANC devraient être aidés aux mêmes taux que l'assainissement collectif.
Un bilan annuel « Les services publics d’eau et d’assainissement en France – Données économiques, sociales et environnementales » est publié chaque année depuis 2009 (108 pages en 2015).

### Réseau d'eau non potable à Paris

#### Définition de l'eau non potable
Depuis le milieu du XIXe siècle, Eugène Belgrand préconise la création d'un double réseau d'eau à Paris : l'eau potable et l'eau non potable, également appelée "eau brute". L'eau non potable est l'eau dont la qualité ne satisfait pas les normes de potabilité établies par le code de la santé publique, ne pouvant être destinée à la consommation humaine et étant utilisée essentiellement pour des besoins industriels ou collectifs publics ou privés. Chaque jour à Paris, 200 000 m3 d'eau non potable sont produits,.

#### Sources d'approvisionnement de l'eau non potable
Il existe deux sources d'approvisionnement en eau brute à Paris :
- 3 stations de pompage d'eau non potable (La Villette, Austerlitz, Auteuil) ;
- 8 ouvrages de stockage (Charonne, Belleville, Ménilmontant, Passy, Grenelle, Montmartre, Villejuif, etc.).

Paris dispose de 1 700 km de canalisations en galeries souterraines,.

#### Traitement de l'eau non potable
L'eau non potable subit un simple traitement sans ajout de réactifs.
1. Le dégrillage : une grille est mise en place pour bloquer les gros déchets flottants ;
2. Le tamisage : les tamis bloquent les déchets les plus fins[37],[38].

#### Utilisation de l'eau non potable
L'eau non potable est utilisée essentiellement pour des usages urbains municipaux. En effet, la plupart des lacs et rivières des bois parisiens sont approvisionnés par de l'eau non potable. Il y a 6 000 bouches d'arrosage qui ont été mises en place pour les parcs et les jardins, 13 000 bouches de lavage pour le nettoyage des chaussées et trottoirs, 550 bouches de remplissage des engins de nettoiement. Les "eaux brutes" sont également utilisées pour le curage des égouts,,.

#### Des perspectives pour demain
1. Rafraichir l'espace public pour la lutte contre les ilots de chaleur urbains ;
2. Développer les usages privés : nettoyage des voitures, parkings, terrasses de café ;
3. S'ouvrir sur la métropole : fournir l'eau non potable ;
4. Utiliser l'eau non potable comme vecteur d'énergie ;
5. Réinjecter les eaux d'exhaure (eaux d'infiltration).

Célia Blauer, adjointe à la Mairie de Paris chargée des questions liées à l'eau, et présidente d'Eau de Paris a énoncé : « Aujourd'hui, le réseau d'eau non potable est un outil pour construire la ville durable, la ville de demain et pour développer, par exemple, des systèmes de climatisation innovants ».
Il y a trois expérimentations innovantes sur l'énergie : climatisation et chauffage :
1. Avenue Victor-Hugo : climatisation de bureaux et habitations ;
2. Rue Boudreau : climatisation et chauffage d'un centre médical ;
3. Hôtel de ville : climatisation[37],[38].

#### Source d'énergie renouvelable
La régie municipale des Eaux de Paris envisage d'utiliser le potentiel énergétique de l'eau non potable. Des travaux d'alimentation en chaleur dans le quartier Saint-Vincent-de-Paul (14e arrondissement de Paris) vont permettre de produire 2,5 GWh de chaleur par an avec un taux d’énergie renouvelable et de récupération supérieur à 60 %. Les étapes suivantes décrivent le procédé de manière simplifié :
1. L'eau non potable est prélevée dans le réseau
2. L'énergie issue de la fraicheur naturelle de l'eau non potable est transmise à un fluide caloporteur par un échangeur thermique à plaques.
3. La pompe à chaleur produit de l'eau glacée et de l'eau chaude si elle est réversible.
4. Le circuit d'eau glacée climatise le bâtiment.
5. L'eau non potable est restituée au réseau[41].

### Débat public sur l'eau potable en Ile-de-France
Le Syndicat des eaux d'Île-de-France porte en 2023 un projet d'installation d'un nouveau système de filtration de l'eau dans ses trois principales usines d'Île-de-France, située sur la Seine, la Marne et l'Oise. L'objectif général de ce projet : améliorer la qualité de l'eau potable en Île-de-France.
Face aux enjeux socio-économiques, environnementaux et sanitaires du projet, la CNDP (Commission nationale du débat public) organise un débat public du 20 avril au 20 juillet 2023, ouvert à toutes et tous pour questionner l'opportunité de ce projet, ses alternatives possibles et les enjeux à prendre en compte.